# 寿康太妃园寝
寿康太妃园寝是清福陵西北1.5公里，长宽数十亩的台地之上:8的一座陪葬墓，安葬有努尔哈赤的三位福晋。1905年日俄战争时，建筑损毁。现已为农田。2003年时，所在地属沈阳市东陵区马官桥街道后陵前堡社区。
当地人称此座墓园为“太妃坟”、“后陵”，官修典籍称为“寿康太妃园寝”，或称“寿康妃园寝”。

## 历史
康熙二年（1663年），清廷改造福陵地宫时，寿康太妃园寝建成。管理和看守人员编制为“首领二员，由兵挑补，兵十八名，四品官一员，汉军袭缺，外郎二员，领催二八员”:8。乾隆、嘉庆、道光年间均有修缮。光绪三十一年（1905年），日俄战争期间，日俄在沈阳东陵一带开战，寿康太妃园寝受损。
《沈阳晚报》2003年采访中，70岁的当地居民回忆，墓园在他幼时尚有建筑遗存。“后来平整土地，修梯田”，墓园被损毁。当地居民拿取砖块建房。8月13日，沈阳市文物考古研究所考古人员曾表示，将在恰当的时候发掘寿康妃园寝遗址，让作为福陵一部分的寿康妃园寝的制式、格局等，与人们见面，以完善福陵厚重的历史文化底蕴。

## 建筑
《钦定盛京通志》记，墓园周围“缭墙共四十七尺”，园寝坐北朝南，呈长方形。建筑有“享殿三楹，门四”，享殿“前，三门三楹”:8。享殿为歇山顶，前后出廊，顶铺绿色琉璃瓦，无门额，台基较低矮。前有三路石台阶，无月台和神道。享殿内设宝床，上铺红毡坐褥，以奉神御；宝床两侧各设配案，地面铺花毯三块。
左右配房各三楹，为茶膳房、果房。享殿后为坟院，内有壽康太妃、安布福晋、绰奇德和母三人的坟墓:8。中为寿康太妃。

## 墓主
墓园安葬的壽康太妃、安布福晋、绰奇德和母三人，除壽康太妃外，身份均有不同说法。
《清实录》记，順治元年（1644年）二月二十九日，“大妃博尔济锦氏”祔葬福陵。中国学界一般认为是福晉博爾濟吉特氏，又认为她是安葬于此的安布福晋。当代研究者王冕森指出，《清实录》“大妃博尔济锦氏”中的“大妃”满文原文，初修本为“ᠠᠮᠪᠠ
ᡶ᠋ᡠᠵᡳᠨ (amba fujin)”，译为大福晋；二修本为“ᠠᠮᠪᠠ
ᡶᡝᡳ (amba fei)”，译为大妃。两个称谓均与福晉博爾濟吉特氏身份不匹配。而安布福晋的满文为满语：，转写：ambu fujin，“ambu”译为大姨母。实与福晉博爾濟吉特氏身份矛盾。皇太極时期的安布福晋，即皇太极生母孟古哲哲的姐妹——辉发福晋。她并非努尔哈赤的妻妾，无理由安葬于此。故安布福晋身份，需要进一步考证:145—146，152。
当代研究者王冕森指出，綽奇德和母即是满文绰奇姨母（转写：coki deheme）的音译，指绰奇福晋:145。